# Njesuthi
Njesuthi est une montagne située en Afrique du Sud, à la frontière avec le Lesotho.